# Пулич, Желимир
Желимир Пулич (хорв. Želimir Puljić; 17 марта 1947, дер. Камена ок. г. Мостар, Югославия) — хорватский прелат. Епископ Дубровника с 7 декабря 1989 по  15 марта 2010. Архиепископ Задара с 15 марта 2010 по 14 января 2023.

## Биография
Родился 17 марта 1947 года в деревне Камена неподалёку от Мостара в семье боснийских хорватов. Изучал богословие в Сплите и Риме. В Риме защитил лиценциат по богословию и докторскую диссертацию по психологии.
24 марта 1974 года рукоположён в священники в Риме. Служил в епархии Мостар-Дувно. С 1978 по 1988 год преподавал в семинарии Сараева, с 1985 по 1988 год занимал пост ректора семинарии.
7 декабря 1989 года назначен епископом Дубровника после отставки её предыдущего руководителя Северина Пернека. 14 января 1990 года состоялась епископская хиротония. Главным консекратором был кардинал Франьо Кухарич. 
15 марта 2010 года Папа Бенедикт XVI назначил Желимира Пулича задарским архиепископом вместо скончавшегося архиепископа Ивана Пренджи.
С 2012 года по 2022 год возглавлял Конференцию католических епископов Хорватии.
14 января 2023 года Папа Франциск принял отставку архиепископа Пулича с поста архиепископа Задара, в связи с достижением предельного возраста.